# Grand Prix automobile des États-Unis 1916
La Grand Prix automobile des États-Unis 1916 ou VII American Grand Prize est un Grand Prix qui s'est tenu à Santa Monica le 18 novembre 1916.

## Classement de la course
| Pos. | Grille | Pilote                            | Châssis               | Tours | Temps/Abandon  | Points |
| ---- | ------ | --------------------------------- | --------------------- | ----- | -------------- | ------ |
| 1    | 26     | Howdy Wilcox Johnny Aitken        | Peugeot EX5           | 48    | 4:42:47        | 438    |
| 2    | 8      | Earl Cooper                       | Stutz                 | 48    | + 6.12         | 520    |
| 3    | 20     | Art Patterson                     | Hudson                | 48    | + 26:52        | 270    |
| 4    | 6      | Clyde Rhoades                     | Hudson                | 48    | + 1:11:18      | 140    |
| 5    | 21     | Bill Weightman Eddie Rickenbacker | Duesenberg            | 45    | Flagged        |        |
| Ret  | 3      | Ed Ruckstell                      | Mercer                | 39    | Valve          |        |
| Ret  | 23     | William Cody                      | National-Cody Special | 33    | Engine         |        |
| Ret  | 18     | George Buzane                     | Duesenberg            | 27    | Piston         |        |
| Ret  | 17     | Eddie Rickenbacker                | Duesenberg            | 27    | Stripped gears |        |
| Ret  | 1      | Dario Resta                       | Peugeot EX5           | 19    | Ignition       |        |
| Ret  | 9      | Cliff Durant                      | Stutz                 | 17    | Valve          |        |
| Ret  | 24     | Lewis Jackson                     | Marmon                | 13    | Crash          |        |
| Ret  | 14     | Sterling Price                    | Duesenberg            | 12    | Clutch         |        |
| Ret  | 27     | Omar Toft                         | Duesenberg            | 10    | Clutch         |        |
| Ret  | 19     | Ira Vail                          | Hudson                | 9     | Piston         |        |
| Ret  | 4      | Eddie Pullen                      | Mercer                | 8     | Crash, fire    |        |
| Ret  | 22     | William Carlton                   | Ono-Owl Special       | 6     | Pump           |        |
| Ret  | 11     | Mike Moosie                       | Duesenberg            | 5     | Clutch         |        |
| Ret  | 25     | Dave Anderson                     | Kissell               | 5     | Valve          |        |
| Ret  | 10     | Emil Agraz                        | Hercules              | 2     | Conrod         |        |
| Ret  | 16     | Johnny Aitken                     | Peugeot EX5           | 1     | Piston         |        |

- Légende: Abd.=Abandon - Dsq.=Disqualifié - Np.=Non partant.

## Pole position et record du tour
- Pole position :
- Meilleur tour en course :